# 710-es busz
A 710-es jelzésű elővárosi autóbusz Budapest, Kelenföld vasútállomás és Százhalombatta, autóbusz-forduló között közlekedik. A viszonylatot a MÁV Személyszállítási Zrt. üzemelteti.

## Viszonylatcsalád
A vonalnak két százhalombattai helyi járata van (708, 709) és egy elővárosi gyorsjárata 715-ös jelzéssel. A 720-as busz teljes útvonalát lefedi.
| Viszonylat | Jellege                     | Útvonal |
| ---------- | --------------------------- | --- |
| 708        | Százhalombattai helyi járat | Százhalombatta vasútállomás – Százhalombatta, Halászcsárda – Százhalombatta, autóbusz-forduló |
| 709        | Százhalombattai helyi járat | Százhalombatta vasútállomás – Százhalombatta, Halászcsárda – Százhalombatta, Régészeti park |
| 710        | Elővárosi alapjárat         | Budapest, Kelenföld vasútállomás – Diósd, Sashegyi út – Érd, autóbusz-állomás – Százhalombatta vasútállomás – (Százhalombatta, Halászcsárda –) Százhalombatta, DE Zrt. főkapu – Százhalombatta, autóbusz-forduló |
| 712        | Elővárosi alapjárat         | Budapest, Kelenföld vasútállomás – Diósd, Sashegyi út – Érd, autóbusz-állomás – Százhalombatta vasútállomás – Százhalombatta, Halászcsárda – Százhalombatta, autóbusz-forduló                                    |
| 715        | Elővárosi gyorsjárat        | Budapest, Kelenföld vasútállomás – Diósd, Sashegyi út – Érd, autóbusz-állomás – Százhalombatta vasútállomás – Százhalombatta, DE Zrt. főkapu – Százhalombatta, Régészeti park                                    |

## Története
2019. május 11-étől Érden a Kálvin tér helyett a Főtér megállót érinti.
2019. augusztus 1-jétől a Százhalombattáról 20.46-kor induló járat Százhalombatta, Ipari Park érintésével közlekedett. 2020. május 25-étől nem érinti a megállóhelyet.

## Megállóhelyei
Az átszállási kapcsolatok között az azonos útvonalon, de a százhalombattai Régészeti Park érintésével közlekedő 712-es busz nincs feltüntetve!
| 0                                       | Budapest, Kelenföld vasútállomás végállomás | 42   | 1, 19, 49 8E, 40, 40B, 40E, 53, 58, 87, 87A, 88, 88A, 101B, 101E, 108E, 141, 150, 150B, 153, 154, 172, 173, 187, 188, 188E, 250, 250B, 251, 251A, 251E, 272 689, 691, 715, 720, 722, 724, 725, 727, 732, 734, 735, 736, 760, 762, 763, 767, 770, 774, 775, 777, 778, 798, 799 S10 G10 S12 S30 G30 Z30 S34 S35 S36 S40 G40 Z40 S42 Z42 G43 G44 IC, EC, EN, sebesvonat, gyorsvonat, expresszvonat, P+R |
| ∫                                       | Budapest, Borszéki utca                     | 41   | 58 715, 720, 722, 724, 732, 734, 735, 736, 760, 762, 767 |
| 1                                       | Budapest, Péterhegyi út                     | 40   | 720, 722, 724, 732, 734, 735, 736, 760, 762, 767 |
| 2                                       | Budapest, Régi vám                          | 39   | 41 141, 187 720, 722 |
| 3                                       | Budapest, Antalháza                         | 38   | 101B, 141 720, 722 |
| 4                                       | Budapest, Budatétény benzinkút              | 37   | 58, 101B, 101E, 141, 150, 150B 720, 722 |
| 5                                       | Budapest, Memento Park                      | 36   | 101B, 101E, 150, 150B 720, 722 |
| 6                                       | Budapest, Diósárok                          | 35   | 287 720, 722 |
| 7                                       | Budapest, Lőtér                             | 34   | 720, 722 |
| 8                                       | Budapest, Diótörő utca                      | 33   | 720, 722, 725, 727 |
| Budapest–Diósd közigazgatási határa     |                                             |      | |
| 9                                       | Diósd, törökbálinti elágazás                | 32   | 13, 13A, 88, 113 720, 722, 725, 727 |
| 10                                      | Diósd, Sashegyi út                          | 31   | 13, 13A, 88, 113 715, 720, 722, 725, 727 |
| 11                                      | Diósd, Gyár utca                            | 30   | 13 720, 722, 725, 727 |
| Diósd–Érd közigazgatási határa          |                                             |      | |
| 12                                      | Érd, Muskátli utca                          | 29   | 720, 722 |
| 13                                      | Érd, Fürdő utca                             | 28   | 715, 720, 722 |
| 14                                      | Érd, Sárvíz utca                            | 27   | 720, 722 |
| 15                                      | Érd, Erika utca                             | 26   | 700, 720, 722, 744, 746 |
| 16                                      | Érd, autóbusz-állomás                       | 25   | 700, 705, 715, 720, 722, 733, 734, 735, 736, 738, 741, 742, 744, 745, 746, 755 1120, 1134 S30 G30 Z30 S34 S35 S36 sebesvonat (Érd alsó megállóhely) |
| 17                                      | Érd, Főtér                                  | 24   | 715, 722, 742, 744, 745, 746, 756 |
| 18                                      | Érd, Szabadság tér                          | 23   | 715, 722, 742, 744, 745, 756 |
| 19                                      | Érd, Temető                                 | 22   | 715, 756 |
| 20                                      | Érd, Délibáb utca                           | 21   | 715, 756 |
| (+1)                                    | Érd, Ipari Park*                            | (+1) | |
| Érd–Százhalombatta közigazgatási határa |                                             |      | |
| 21                                      | Bentapuszta                                 | 20   | 715, 756 |
| 22                                      | Százhalombatta, vasútállomás                | 19   | 705, 708, 715, 756 1120, 1134 S40 G40 Z40 S42 Z42 |
| 23                                      | Százhalombatta, Móricz Zsigmond köz         | 18   | 705, 708 |
| 24                                      | Százhalombatta, Jókai Mór köz               | 17   | 704, 705, 708 |
| 25                                      | Százhalombatta, ABC áruház                  | 16   | 708 |
| 26                                      | Százhalombatta, Tél utca                    | 15   | 708, 709, 715 |
| 27                                      | Százhalombatta, Fogoly utca                 | 14   | 708, 709, 715 |
| 28                                      | Százhalombatta, Napsugár tér                | 13   | 708, 709, 715 |
| 29                                      | Százhalombatta, Halászcsárda                | 12   | 708, 709, 715 |
| 30                                      | Százhalombatta, Napsugár tér                | 11   | 708, 709, 715 |
| 31                                      | Százhalombatta, Fogoly utca                 | 10   | 708, 709, 715 |
| 32                                      | Százhalombatta, Tél utca                    | 9    | 708, 709, 715 |
| 33                                      | Százhalombatta, Hága László utca            | 8    | 704, 708, 709, 715 |
| 34                                      | Százhalombatta, Csokonai utca               | 7    | 704, 708, 709, 715 |
| 35                                      | Százhalombatta, Halgazdaság                 | 6    | 708, 709, 715 |
| 36                                      | Százhalombatta, DE Zrt. főkapu              | 5    | 704, 708, 709, 715 |
| (+1)                                    | Százhalombatta, DE Zrt. 2. sz. kapu         | ∫    | 704, 708, 715 |
| 37                                      | Százhalombatta, Erőmű utca                  | 4    | 708 |
| 38                                      | Százhalombatta, Gyorma utca                 | 3    | 708 |
| 39                                      | Százhalombatta, óvoda                       | 2    | 708 |
| 40                                      | Százhalombatta, Szent László utca 123.      | 1    | 708 |
| 41                                      | Százhalombatta, autóbusz-forduló végállomás | 0    | 708 |

Érd, Ipari Parkot, Százhalombatta, Ipari Parkot és Százhalombatta, DE Zrt. 2 sz. kaput csak néhány járat érinti.